# FA Women’s Premier League National Division
FA Women’s Premier League National Division – jest najwyższą klasą ligową w angielskiej piłce nożnej. Zapleczem tej ekstraklasy są FA Women’s Premier League Northern Division i FA Women’s Premier League Southern Division. Mecze rozgrywane są u siebie i na wyjeździe, grając z każdym zespołem dwukrotnie. W rozgrywkach rywalizuje 12 klubów.

## Mistrzowie ligi
- 2009 – Arsenal L.F.C.
- 2008 – Arsenal L.F.C.
- 2007 – Arsenal L.F.C.
- 2006 – Arsenal L.F.C.
- 2005 – Arsenal L.F.C.
- 2004 – Arsenal L.F.C.
- 2003 – Fulham L.F.C.
- 2002 – Arsenal L.F.C.
- 2001 – Arsenal L.F.C.
- 2000 – Charlton Athletic L.F.C.
- 1999 – Charlton Athletic L.F.C.
- 1998 – Everton L.F.C.
- 1997 – Arsenal L.F.C.
- 1996 – Charlton Athletic L.F.C.
- 1995 – Arsenal L.F.C.
- 1994 – Doncaster Rovers Belles L.F.C.
- 1993 – Arsenal L.F.C.